# Kirchenkreis Köln-Rechtsrheinisch
Der Evangelische Kirchenkreis Köln-Rechtsrheinisch ist einer der 37 Kirchenkreise der Evangelischen Kirche im Rheinland. Er erstreckt sich über die rechtsrheinischen Stadtteile von Köln (ohne Deutz), den größten Teil des Rheinisch-Bergischen Kreises, ohne Burscheid und Leichlingen (Kirchenkreis Leverkusen), Wermelskirchen (Kirchenkreis Lennep) und Overath (Kirchenkreis An Sieg und Rhein), und die Gemeinde Lindlar im Oberbergischen Kreis. Derzeit (Stand Juni 2023) umfasst er 17 Kirchengemeinden.
Gemeinsam mit den drei anderen Kölner Kirchenkreisen bildet er den Evangelischen Kirchenverband Köln und Region.

## Geschichte
Das Gebiet des heutigen Kirchenkreises gehörte in der frühen Neuzeit überwiegend zu Kurköln oder zum Herzogtum Berg. Während sich in Kurköln fast keine evangelischen Gemeinden bilden konnten, konnten sich in Jülich-Kleve-Berg dank der toleranten Haltung von Herzog Wilhelm von Jülich-Kleve-Berg im 16. Jahrhundert viele evangelische Gemeinden etablieren. Ein Teil von ihnen ging im Zuge der Gegenreformation wieder unter. Erst durch den Religionsvergleich von Cölln an der Spree 1672 wurden die evangelischen Gemeinden dauerhaft anerkannt. Im Gebiet des jetzigen Kirchenkreises waren es die lutherischen Gemeinden in Delling und Volberg sowie die reformierte Gemeinde in Mülheim am Rhein. Dort entstand im 18. Jahrhundert auch wieder eine lutherische Gemeinde; die Erste war Anfang des 17. Jahrhunderts untergegangen.
Nachdem das Gebiet 1815 in die preußische Provinz Jülich-Kleve-Berg (ab 1822 mit der Provinz Großherzogtum Niederrhein zur Rheinprovinz vereinigt) gekommen war, wurden die reformierten und lutherischen Gemeinden des Umlandes von Köln 1817 zum Kirchenkreis Mülheim am Rhein (nach damaligem Sprachgebrauch zur Synode Mülheim am Rhein) zusammengefasst. Dieser Kirchenkreis wurde 1892 in die Kirchenkreise Köln und Bonn geteilt. Der Kirchenkreis Köln wurde 1964 in die Kirchenkreise Köln-Mitte, Köln-Nord, Köln-Rechtsrheinisch und Köln-Süd aufgeteilt.

## Leitung
Die Leitung des Kirchenkreises liegt rheinischem Kirchenrecht gemäß bei der Kreissynode, die in der Regel zweimal im Jahr tagt, beim Kreissynodalvorstand und beim Superintendenten. Seit August 2022 amtiert Torsten Krall als Superintendent. Zusammen mit Assessorin Kerstin Herrenbrück bilden sie eine Doppelspitze.

## Mitgliederstatistik
Am 1. Januar 2021 gehörten 86.400 Gemeindeglieder (= 14,4 % der Bevölkerung) zum Kirchenkreis Köln-Rechtsrheinisch. Am 27. Mai 1987 waren es 120.700 Gemeindeglieder (= 24,4 %) gewesen.

## Liste der Kirchengebäude
Folgende Städte und Landkreise sind teilweise oder insgesamt Bestandteil des Kirchenkreises und werden in der Liste mit Abkürzungen gekennzeichnet:
- Köln
- RBK: Rheinisch-Bergischer Kreis
- OK: Oberbergischer Kreis

Unter den Bauwerken befinden sich umgewidmete Gebäude, die weiterhin im kirchlichen Rahmen oder privatwirtschaftlich genutzt werden.

### Gebäude in kirchlicher Nutzung
| Ort                           | Kirchengemeinde                                                     | Kirche                                                       | Kreis | Bauzeit Fertigst. | Besonderheiten | Abbildung |
| ----------------------------- | ------------------------------------------------------------------- | ------------------------------------------------------------ | ----- | ----------------- | --- | --------- |
| Altenberg                     | Evangelische Kirchengemeinde Altenberg/Schildgen                    | Altenberger Dom                                              | RBK   | 1259–1379         | |           |
| Bergisch Gladbach             | Evangelische Kirchengemeinde Bergisch Gladbach                      | Gnadenkirche                                                 | RBK   | 1776–1777         | |           |
| Bergisch Gladbach             | Evangelische Kirchengemeinde Bergisch Gladbach                      | Heilig-Geist-Kirche                                          | RBK   | 1960–1961         | |           |
| Bergisch Gladbach             | Evangelische Kirchengemeinde Bergisch Gladbach                      | Friedhofskapelle Quirlsberg                                  | RBK   | 1958              | |           |
| Bergisch Gladbach-Bensberg    | Evangelische Kirchengemeinde Bensberg                               | Evangelische Kirche Bensberg                                 | RBK   | 1937–1938         | |           |
| Bergisch Gladbach-Bensberg    | Evangelische Kirchengemeinde Bensberg                               | Gemeindezentrum Herkenrath                                   | RBK   | 1974–1975         | |           |
| Bergisch Gladbach-Hebborn     | Evangelische Kirchengemeinde Bergisch Gladbach                      | Kirche zum Heilsbrunnen                                      | RBK   | 1987–1989         | |           |
| Bergisch Gladbach-Heidkamp    | Evangelische Kirchengemeinde Bergisch Gladbach                      | Kirche Zum Frieden Gottes                                    | RBK   | 1963–1964         | |           |
| Bergisch Gladbach-Gronau      | Evangelische Kirchengemeinde Bergisch Gladbach                      | Gemeindezentrum Kradepohl                                    | RBK   | 1987–1989         | |           |
| Bergisch Gladbach-Schildgen   | Evangelische Kirchengemeinde Altenberg/Schildgen                    | Andreaskirche Schildgen                                      | RBK   | 1966–1967         | |           |
| Bergisch Gladbach-Refrath     | Evangelische Kirchengemeinde Bensberg                               | Kirche Refrath-Vürfels                                       | RBK   | 1953              | |           |
| Bergisch Gladbach-Kippekausen | Evangelische Kirchengemeinde Bensberg                               | Zeltkirche Kippekausen                                       | RBK   | 1964–1965         | |           |
| Köln-Brück                    | Evangelische Kirchengemeinde Köln-Brück-Merheim                     | Johanneskirche                                               | Köln  | 1936–1937         | |           |
| Köln-Buchforst                | Evangelische Kirchengemeinde Mülheim am Rhein                       | Auferstehungskirche                                          | Köln  | 1965–1968         | |           |
| Köln-Buchheim                 | Evangelische Kirchengemeinde Mülheim am Rhein                       | Kreuzkirche                                                  | Köln  | 1961–1962         | |           |
| Köln-Dellbrück                | Evangelische Kirchengemeinde Köln-Dellbrück/Holweide                | Christuskirche                                               | Köln  | 1931–1932         | |           |
| Köln-Dellbrück                | Evangelische Kirchengemeinde Köln-Dellbrück/Holweide                | Pauluskirche                                                 | Köln  | 1964–1965         | |           |
| Köln-Dünnwald                 | Evangelische Kirchengemeinde Köln-Dünnwald                          | Tersteegenkirche                                             | Köln  | 1937–1938         | |           |
| Köln-Eil                      | Evangelische Kirchengemeinde Porz                                   | Markuskirche                                                 | Köln  | 1962–1963         | |           |
| Köln-Finkenberg               | Evangelische Kirchengemeinde Porz                                   | Hoffnungskirche                                              | Köln  | 1981–1982         | |           |
| Köln-Höhenhaus                | Evangelische Kirchengemeinde Köln-Höhenhaus                         | Pauluskirche                                                 | Köln  | 1951–1952         | |           |
| Köln-Holweide                 | Evangelische Kirchengemeinde Köln-Dellbrück/Holweide                | Versöhnungskirche                                            | Köln  | 1964–1965         | |           |
| Köln-Humboldt/Gremberg        | Evangelische Kirchengemeinde Köln-Kalk-Humboldt                     | Gustav-Adolf-Haus                                            | Köln  | 1927–1928         | |           |
| Köln-Kalk                     | Evangelische Kirchengemeinde Köln-Kalk                              | Jesus-Christus-Kirche                                        | Köln  | 1950–1951         | |           |
| Köln-Merheim                  | Evangelische Kirchengemeinde Köln-Brück-Merheim                     | Petruskirche                                                 | Köln  | 1978–1979         | |           |
| Köln-Mülheim                  | Evangelische Kirchengemeinde Mülheim am Rhein                       | Friedenskirche                                               | Köln  | 1784–1786         | |           |
| Köln-Mülheim                  | Evangelische Kirchengemeinde Mülheim am Rhein                       | Andreae-Haus                                                 | Köln  | 1953              | |           |
| Köln-Mülheim                  | Evangelische Kirchengemeinde Mülheim am Rhein                       | Luthernotkirche mit Lutherturm                               | Köln  | 1893–1895         | Die 1948/49 als Ersatz für im Krieg zerstörte Lutherkirche errichtete Notkirche wird als Jugendkirche genutzt; in den Turm sind Wohnungen eingebaut |           |
| Köln-Mülheim                  | Evangelische Kirchengemeinde Mülheim am Rhein                       | Friedhofskapelle auf dem Evangelischen Friedhof Köln-Mülheim | Köln  | 1994              | |           |
| Köln-Neubrück                 | Evangelische Kirchengemeinde Vingst-Neubrück-Höhenberg              | Trinitatiskirche                                             | Köln  | 1990–1991         | |           |
| Köln-Ostheim                  | Evangelische Kirchengemeinde Köln-Rath-Ostheim                      | Auferstehungskirche                                          | Köln  | 1953–1954         | |           |
| Köln-Porz                     | Evangelische Kirchengemeinde Porz                                   | Lukaskirche                                                  | Köln  | 1914–1916         | |           |
| Köln-Rath                     | Evangelische Kirchengemeinde Köln-Rath-Ostheim                      | Versöhnungskirche                                            | Köln  | 1959–1960         | |           |
| Köln-Stammheim                | Evangelische Brückenschlag-Gemeinde Köln-Flittard/Stammheim         | Immanuel-Kirche                                              | Köln  | 2012/13           | |           |
| Köln-Urbach                   | Evangelische Kirchengemeinde Porz-Wahnheide                         | Friedenskirche                                               | Köln  | 1973              | |           |
| Köln-Vingst                   | Evangelische Kirchengemeinde Vingst-Neubrück-Höhenberg              | Erlöserkirche                                                | Köln  | 1957              | |           |
| Köln-Wahnheide                | Evangelische Kirchengemeinde Porz-Wahnheide                         | Martin-Luther-Kirche                                         | Köln  | 1967–1968         | |           |
| Köln-Westhoven                | Evangelische Kirchengemeinde Porz                                   | Johanneskirche                                               | Köln  | 1959/1974         | |           |
| Köln-Zündorf                  | Evangelische Kirchengemeinde Porz                                   | Pauluskirche                                                 | Köln  | 2002–2003         | |           |
| Lindlar                       | Evangelische Kirchengemeinde Lindlar                                | Jubilate-Kirche                                              | OK    | 1954–1956         | |           |
| Lindlar-Schmitzhöhe           | Evangelische Kirchengemeinde Lindlar                                | Paul-Schneider-Gemeindezentrum                               | OK    | 2005              | |           |
| Kürten-Bechen                 | Evangelische Kirchengemeinde Delling                                | Versöhnungskirche                                            | RBK   | 1994–1995         | |           |
| Kürten-Biesfeld               | Evangelische Kirchengemeinde Delling                                | Christuskirche                                               | RBK   | 1980–1981         | |           |
| Kürten-Delling                | Evangelische Kirchengemeinde Delling                                | Evangelische Kirche Delling                                  | RBK   | 1825              | |           |
| Rösrath                       | Evangelische Kirchengemeinde Volberg-Forsbach-Rösrath               | Versöhnungskirche                                            | RBK   | 1966–1967         | |           |
| Rösrath-Forsbach              | Evangelische Kirchengemeinde Volberg-Forsbach-Rösrath               | Christuskirche                                               | RBK   | 1956              | |           |
| Rösrath-Kleineichen           | Evangelische Kirchengemeinde Volberg-Forsbach-Rösrath               | Kreuzkirche                                                  | RBK   | 1963–1964         | Die Kirche dient seit 2013 als Kolumbarium. |           |
| Rösrath-Hoffnungsthal         | Evangelische Gemeinde Volberg-Forsbach-Rösrath                      | Evangelische Kirche Volberg                                  | RBK   | 1788–1790         | |           |
| Rösrath Stephansheide         | Diakonie Michaelshoven zur Kirchengemeinde Volberg-Forsbach-Rösrath | Stephanuskapelle                                             | RBK   | 1951–1955         | |           |

### Ehemalige Kirchengebäude
| Ort                   | Kirchengemeinde                                             | Kirche                                            | Kreis | Bauzeit Fertigst. | Besonderheiten                                                                  | Abbildung |
| --------------------- | ----------------------------------------------------------- | ------------------------------------------------- | ----- | ----------------- | ------------------------------------------------------------------------------- | --------- |
| Lindlar-Frielingsdorf | Evangelische Kirchengemeinde Lindlar                        | Rogate-Kirche                                     | OK    | 1962–1965         | 2006 aufgegeben                                                                 |           |
| Köln-Flittard         | Evangelische Brückenschlag-Gemeinde Köln-Flittard/Stammheim | Lukaskirche                                       | Köln  | 1957–1959         | 2009 entwidmet und abgerissen                                                   |           |
| Köln-Gremberghoven    | Evangelische Kirchengemeinde Porz                           | Matthäuskirche                                    | Köln  | 1957–1958         | Die Kirche wurde am 4. September 2016 entwidmet und zum Abriss bestimmt.        |           |
| Köln-Höhenhaus        | Evangelische Bodelschwingh-Kirchengemeinde Köln-Höhenhaus   | Gemeindezentrum der Bodelschwingh-Kirchengemeinde | Köln  | 1967              | Das Gemeindezentrum mit Pfarrsaal wurde 2013 entwidmet und zum Abriss bestimmt. |           |
| Köln-Kalk             | Evangelische Kirchengemeinde Köln-Kalk                      | Presbyterkirche                                   | Köln  | 1878–1880         | 1951 gesprengt                                                                  |           |
| Köln-Mülheim          | Evangelische Kirchengemeinde Köln-Mülheim                   | Gnadenkirche                                      | Köln  | 1964              | 1997 verkauft und Turm niedergelegt, Nachnutzung als Kindertagesstätte          |           |
| Köln-Stammheim        | Evangelische Brückenschlag-Gemeinde Köln-Flittard/Stammheim | Dietrich-Bonhoeffer-Haus                          | Köln  | 1967–1969         | 2012 entwidmet und abgerissen                                                   |           |
| Köln-Vingst           | Evangelische Kirchengemeinde Köln-Höhenberg-Vingst          | Paul-Gerhardt-Haus                                | Köln  | 1964              | 2013 entwidmet und zu Wohnungen umgebaut.                                       |           |